# Andreas Kahlow

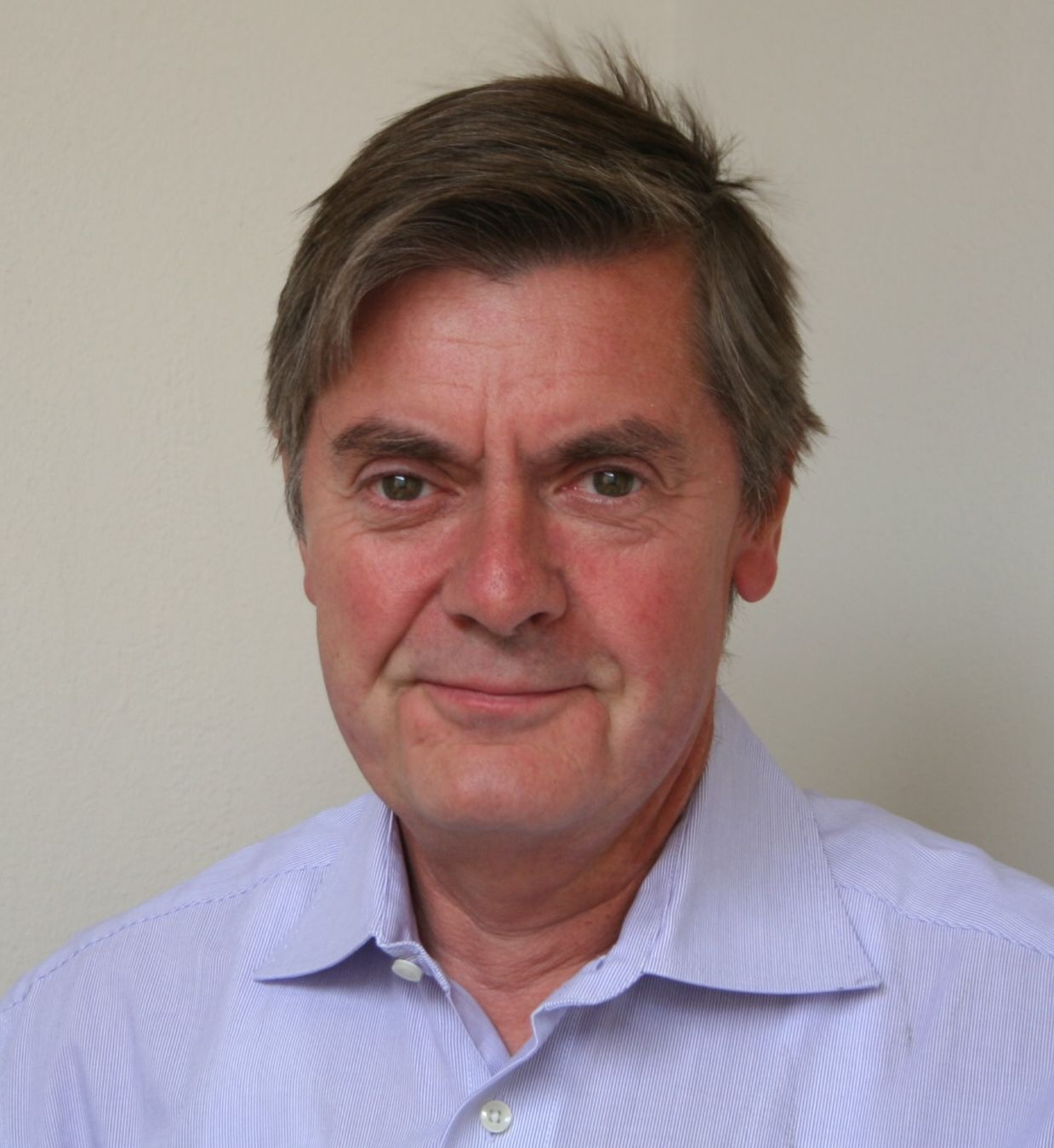
Andreas Kahlow

Andreas Kahlow (* 19. August 1952 in Berlin) ist ein deutscher Ingenieur, Wissenschaftshistoriker und Hochschullehrer.

## Leben
Andreas Kahlow war Sohn des Schriftstellers Heinz Kahlow und der Schauspielerin Eva Maria Kahlow. Von 1967 bis 1971 besuchte er die Max-Planck-Oberschule in Berlin-Mitte. Statt wie ursprünglich beabsichtigt Journalistik studierte er von 1971 bis 1975 Schiffstechnik an der Universität Rostock. Der Lebensweg des Großvaters (Kapitän, später Lotse) beeinflusste diese Entscheidung. Die Vertrautheit mit den künstlerischen Aktivitäten der freischaffend tätigen Eltern führten bei Kahlow zum Bemühen, wissenschaftlich-technische und literarisch-künstlerische Arbeit miteinander in Beziehung zu setzen.
Nach Studienabschluss als Diplomingenieur für Schiffstechnik/Maschinenbau 1975 begann er zunächst als wissenschaftlicher Assistent am Bereich „Mechanik fester Körper“ der Sektion Schiffstechnik (Leiter Rudolf Postl) zu arbeiten. Das Promotionsthema „Eigenschwingungen verrippter flacher Schalen“ schloss an Kahlows Diplomarbeit zur Schalentheorie von V. A. Postnov und V. S. Kalinin an. Die Assistentenzeit wurde durch die Einberufung zum Grundwehrdienst in der Nationalen Volksarmee (NVA) für 18 Monate unterbrochen – das Promotionsthema wegen seiner Industrierelevanz jedoch von Volkmar Dölz weiterbearbeitet. Diese Unterbrechung bildete für Kahlow den Anlass, das Gebiet des Maschinenbaus und der Schiffstechnik zu verlassen und sich der Geschichte der Technik und technischen Wissenschaften zuzuwenden.
Im Jahre 1978 wechselte er an die Humboldt-Universität Berlin an den Fachbereich „Philosophische Probleme der Naturwissenschaften“ (Leiter: Hermann Ley, später Karl-Friedrich Wessel). Absolventen naturwissenschaftlich-technischer Fächer wurde hier die Möglichkeit gegeben, im Rahmen einer Aspirantur oder eines Forschungsstudiums philosophische und historische Probleme ihres Fachgebietes mit dem Ziel einer Promotion zu bearbeiten, Studenten wurden nicht ausgebildet. Neben der geschichtlichen Aufarbeitung der Entwicklung der Natur- und Technikwissenschaften fokussierten sich die Diskussionen am „Bereich“ auf die mögliche Übertragbarkeit von Aussagen der physikalischen Theorie der Selbstorganisation auf gesellschaftliche Entwicklungsprozesse. Mit einer Arbeit zur Theorieentwicklung in der Technischen Mechanik im 19. Jahrhundert promovierte sich Kahlow 1981 an der Humboldt-Universität Berlin zum Dr. phil. die Betreuer waren die Professoren Hermann Ley und Rolf Sonnemann (TU Dresden).
Von 1981 an war Kahlow für drei Jahre als Wissenschaftsjournalist und Redakteur beim Fernsehen der DDR (DFF) tätig. Im Jahre 1984 konnte er mit dem Freiwerden einer Stelle im Institut für Theorie und Organisation der Wissenschaften (ITW) an die Akademie der Wissenschaften der DDR wechseln. Hier war er zunächst im Fachbereich „Wissenschaftstheorie“ (Leiter: Lothar Läsker), später im Fachbereich „Wissenschaftsgeschichte“ (Leiter: Hubert Laitko) tätig. Das im Bereich „Wissenschaftstheorie“ behandelte Thema der „Herausbildung neuer Forschungsrichtungen“ führte ihn zu einer langjährigen, von der Sozialpsychologin Annedore Schulze initiierten empirischen Untersuchung der Dynamik von Forschergruppen auf dem Gebiet der Halbleiterphysik (Elektrolumineszenz). Das Thema wurde zunächst innerhalb der DDR, später auch im internationalen Rahmen bearbeitet und führte 1993 zu einer größeren Veröffentlichung über Innovationen in der Forschung aus sozialpsychologischer Sicht. Im Bereich „Wissenschaftsgeschichte“ standen Themen der Geschichte der Werkstoffprüfung, der Technischen Mechanik. und des Brückenbaus im Vordergrund.
Nach Öffnung der DDR bewarb sich Kahlow an der Cité des sciences et de l’industrie in Paris erfolgreich um ein einjähriges Forschungsstipendium am „Centre des recherches en histoire des sciences et techniques“ (CRHST). Das Forschungsthema betraf wiederum die Geschichte der Technischen Mechanik. Aus dieser Tätigkeit gingen u. a. Aufsätze zum Einfluss Frankreichs auf die Entwicklung der Technischen Mechanik in Deutschland (History and Technology 12(1995)) sowie zu Jean-Victor Poncelet hervor (CRHST, Paris 1998) hervor.
Im Jahre 1992 wurde Andreas Kahlow als Professor für „Konstruktionsgeschichte“ an den Fachbereich Bauingenieurwesen der zuvor gegründeten Fachhochschule Potsdam berufen. Der damalige Gründungsdekan dieses Fachbereichs, Peter Berg, hatte die Einrichtung eines konstruktionshistorischen Fachs zum Bestandteil der Lehrkonzeption gemacht und eine enge Verbindung der Ausbildung mit dem Fachbereich Architektur vorgesehen. In jüngerer Zeit erfährt das Fachgebiet zunehmende Bedeutung (ASBau Referenzrahmen 2019). Der Aufbau des Lehrgebietes an der FH Potsdam umfasste zunächst die Fächer „Konstruktionsgeschichte“ für Bauingenieure und Architekten sowie das Fach „Technikgeschichte“ für Restauratoren. Später folgten Spezialveranstaltungen zur Geschichte des Ingenieurbaus und des Brückenbaus. Zusätzlich übernahm Andreas Kahlow auch Vorlesungen im Fachgebiet Statik. Ergänzender Bestandteil der Lehre waren in Zusammenarbeit mit seinen Kollegen Bauaufnahmen an sanierungsbedürftigen Bestandsgebäuden sowie Exkursionen zu aktuellen Baustellen wie historischen Bauwerken. Im Rahmen von studentischen „Ingenieurprojekten“ wurde mit der inhaltlichen Aufarbeitung des Fotoarchivs der Traditionsfirma Philipp Holzmann AG (bis 2002 existent) begonnen und im Internet zugänglich gemacht.
Neben der Lehrtätigkeit an der Fachhochschule Potsdam nahm Kahlow von 1995 bis 2007 einen Lehrauftrag im Studiengang „Restaurierung/Grabungstechnik“ der Hochschule für Technik und Wirtschaft Berlin (heute HTW Berlin) für das Fachgebiet „Vertiefte Kultur- und Technikgeschichte“ wahr und wirkte 2013 an der FH Potsdam und in Taschkent an der Ausbildung von usbekischen Studenten auf dem Gebiet der Bauerhaltung mit.
In seinen Veröffentlichungen widmete sich Andreas Kahlow seit 1992 neben der Geschichte der Technischen Mechanik zunehmend Themen der Bautechnikgeschichte. Eine Besonderheit bestand dabei in der medialen Kombination dieses Themas in Form von Ausstellungen, Tagungen und Veröffentlichungen.
Zu den seit 1992 organisierten Tagungen und Ausstellungen, aus denen Veröffentlichungen hervorgingen, zählen
- 1992 Kontroverse, Kommunikation und Theorie in den technischen Wissenschaften, Tagung im Museum für Verkehr und Technik (heute: Deutsches Technikmuseum Berlin), Berlin (zusammen mit Karl-Eugen Kurrer);[13]
- 1993 Zeichnung, Graphik, Bild in Technikwissenschaften und Architektur, Tagung FH Potsdam (zusammen mit Karl-Eugen Kurrer);[14]
- 1998 Schönheit und Nutzen. David Gilly 1748–1808, Tagung und Ausstellung FH Potsdam und der Stiftung Preußische Schlösser und Gärten (SPSG), Schloss Paretz (Ausstellung in Kooperation mit dem Fachbereich Design (Detlef Saalfeld));[15]
- 2001 Brücken in der Stadt – Der Potsdamer Stadtkanal und seine Brücken Tagung und Ausstellung FH Potsdam im Stadtmuseum Potsdam (Ausstellung in Kooperation mit dem Fachbereich Design der FH Potsdam);[16]
- 2006 Johann August Röbling 1806–1869. Ingenieurbau zwischen Kunst und Wissenschaft. Tagung der FH Potsdam im Haus der Brandenburgisch-Preußischen Geschichte, Ausstellung in Mühlhausen in Kooperation mit Nele Güntheroth, Stiftung Stadtmuseum Berlin und den Mühlhäuser Museen. Die Basis bildete ein DFG-Forschungsprojekt zum Wirken des Brückenbauers Johann August Röbling.[17]

Andreas Kahlow ist Mitglied zahlreicher wissenschaftlicher Gesellschaften, die sich der Geschichte der Technik und Bautechnik sowie der Wissenschaftsgeschichte widmen: Gesellschaft für Bautechnikgeschichte, Gesellschaft für Technikgeschichte, International Committee for the History of Technology, Gesellschaft für Geschichte der Wissenschaften, der Medizin und der Technik. Darüber hinaus wirkte er gutachterlich im Comité de Lecture der Zeitschrift Sciences et Techniques en perspective S&TP (1997–2000) und im Editory Advisory Panel der Zeitschrift Engineering History and Heritage (2009–2015). Schließlich war Kahlow Mitglied des Scientific Committee des ersten, von Santiago Huerta Fernández 2003 in Madrid ausgerichteten „International Congress on Construction History“, der seitdem als etablierte internationale Tagungsreihe für Bautechnikgeschichte alle drei Jahre stattfindet und ist Mitbegründer der deutschsprachigen „Gesellschaft für Bautechnikgeschichte“, deren dritte Jahrestagung „Sparsamkeit als Prinzip – Rationalität als Weltsicht“ er im Mai 2017 an der FH Potsdam ausrichtete. Er betreute über 70 Diplom- und Masterarbeiten als Erst- und Zweitgutachter an der FH Potsdam und anderen Hochschulen und wirkte an zahlreichen Promotionen als Fachhochschul-Zweitgutachter mit.
Im April 2018 wurde Andreas Kahlow an der FH Potsdam emeritiert. Er ist weiterhin im Rahmen von Lehraufträgen und Vorträgen an Hochschulen, dem Zentrum für Fortbildung in der Denkmalpflege und Altbauerneuerung Propstei Johannesberg sowie gutachterlich tätig (u. a. Bundesingenieurkammer, Gesellschaft für Bautechnikgeschichte, FH Potsdam). Seine Forschungsschwerpunkte bilden neben der Geschichte des Brückenbaus und Ingenieurbiografien zunehmend Aspekte der Ingenieurbaukunst und des frühen Ingenieurwesens des 18. und 19. Jahrhunderts.

## Schriften
- A. Kahlow: Innovationen und Theoriebildung in den Technikwissenschaften. In: Wiss. Hefte der Pädagogischen Hochschule „W. Ratke“ Köthen, Heft 1/1984, S. 199–201.
- A. Kahlow: Ein Ingenieur begründet eine Wissenschaft: Charles Augustin de Coulomb. In: Wissenschaft und Fortschritt, 36, 1986, S. 158–161.
- A. Kahlow: Die Entwicklung von neuen wissenschaftlichen Konzepten und Programmen als Frühstadium neuer Forschungsrichtungen. In: Akademie der Wissenschaften – ITW-Kolloquien, 59, 1987, S. 74–86.
- A. Kahlow: Festigkeitsforschung im Berlin des 19. Jahrhunderts. In: Feingerätetechnik, 36, 1987, Heft 7, S. 317–320.
- A. Kahlow: Forschungsrichtungen und ihre sozialen Strukturen. In: Akademie der Wissenschaften – ITW-Kolloquien, 69, 1989, S. 124–137.
- A. Kahlow: Der Technikerstreit im letzten Drittel des 19. Jahrhunderts. In: Akademie der Wissenschaften – ITW-Kolloquien, 74, 1990, S. 115–129.
- A. Kahlow: Wissenschaft und Ätherglaube. Der Elastizitätsmodul von Thomas Young und seine Wellentheorie des Lichtes. In: Kultur und Technik 3, 1994, S. 40–45.
- A. Kahlow: Bautechnikgeschichte zwischen Geschichte der Technikwissenschaften, Technikgeschichte und Baugeschichte. In: Blätter für Technikgeschichte, Heft 57/58,  1995/1996, S. 65–70.
- A. Kahlow, K.-E. Kurrer: Arch and vault from 1800 to 1864. In: Anna Sinopoli (Hrsg.): Arch Bridges. History, Analysis, Assessment, Maintenance and Repair. Brookfield, Rotterdam 1998, S. 37–42.
- A. Kahlow: Section, Strain and Stress: The Anatomy of Construction from Leonardo to Modern Times. In: ICON. Journal of the International Committee for the History of Technology, 4, 1998, S. 157–180.
- A. Kahlow: Die ersten Jahre der Berliner Bauakademie. Vorgeschichte und Zeitbild um 1800. In: Karl Schwarz (Hrsg.): 1799–1999. Von der Bauakademie zur Technischen Universität Berlin. Geschichte und Zukunft. Ernst & Sohn, Berlin 1999, S. 32–55.
- H. Falter, A. Kahlow, K.E. Kurrer: Vom geometrischen Denken zum statisch-konstruktiven Ansatz im Brückenentwurf. In: Bautechnik, 78, 2001, Heft 12, S. 889–902.
- A. Kahlow: Ingenieurportrait: Johann August Röbling (1806–1869). In: Deutsche Bauzeitung, 10/2002, S. 112–114.
- A. Kahlow: Johann August Röbling (1806–1869). Von der Berliner Bauakademie bis zur Brooklyn Bridge in New York. In: Horst Kant, Annette Vogt (Hrsg.): Aus Wissenschaftsgeschichte und -theorie. Hubert Laitko zum 70. Geburtstag überreicht von Freunden, Kollegen und Schülern. Verlag für Wissenschafts- und Regionalgeschichte Dr. Michael Engel, Berlin 2004, S. 91–109.
- A. Kahlow: Johann August Röbling (1806–1869). Early Projects in Context. In: Theodore Green (Hrsg.): John A. Roebling. A Bicentennial Celebration of His Birth. 1806–1869. P. E. Symposium October 27, 2006. The American Society of Civil Engineers ASCE, Brooklyn NY 2006, S. 37–61.
- A. Kahlow: Theory and Practice in Timber Construction 1800–1830. In: R. Carvais, A. Guillerme, V. Nègre, J. Sakorovitch (Hrsg.): Nuts and Bolts of Construction History. Proceedings of the Fourth International Congress on Construction History. Édition A. et J. Picard, Paris 2012, Vol. 1, S. 265–272.
- A. Kahlow: Bützow’s wrought iron lattice truss bridge across the Nebel river, 1848: Design, History, and Reconstruction. In: B. Bowen et al. (Hrsg.): Proceedings of the Fifth International Congress on Construction History. June 2015, Chicago, Illinois. Construction History Society of America, Chicago 2015, Vol. 2, S, 381–388
- A. Kahlow: Historisches Wahrzeichen der Ingenieurbaukunst. Pumpwerk in Sanssouci erhält Titel. In: Deutsches Ingenieurblatt, 2017, Heft 11, S. 34–39.